# Eni
Pour les articles homonymes, voir ENI.
L'Ente nazionale idrocarburi (Eni) est une société italienne d'hydrocarbures créée en 1953 sous la présidence d’Enrico Mattei. Elle a été privatisée en 1998. L’État italien conserve une minorité du capital (environ 30 %).
Elle est présente dans les secteurs du pétrole, du gaz naturel, de la pétrochimie, de la biochimie, de la production et la commercialisation d’énergie électrique à partir de combustibles fossiles, de cogénération et de sources renouvelables. Présente dans 64 pays, son effectif est de 32 492 salariés. Son chiffre d’affaires s’est élevé à 88,80 milliards d’euros en 2024.
Eni, première société italienne par sa capitalisation boursière, est en 2008 le cinquième groupe pétrolier mondial (classement par chiffre d’affaires) derrière ExxonMobil, BP, Shell et TotalEnergies.
En 2024, Eni se classe à la 98e place dans la liste des entreprises mondiales de Fortune 500 par le chiffre d'affaires et à la 151e place dans la liste de Forbes Global 2000 pour capitalisation boursière. Eni figurait aussi dans le Top 100 Global Energy Leaders de Thomson Reuters et dans le Top 25 de Thomson Reuters pour le secteur Oil & Gas.
Eni est dirigé par Giuseppe Zafarana (président depuis le 10 mai 2023) et Claudio Descalzi (directeur général depuis le 9 mai 2014),.

## Histoire
Immédiatement après la Première Guerre mondiale, l'Italie lance une politique de recherche de pétrole et de gaz sur son territoire. En 1926, la société Azienda generale italiana petroli (Agip) est constituée à cette fin. Les prospections d'hydrocarbures commencent en Italie ainsi qu'en Roumanie, Albanie et Irak qui ont confié pareille mission à AGIP sur leur territoire.
En 1936, Anic est créée.
Les recherches se poursuivent jusqu'en 1939 et sont interrompues avec la Seconde Guerre mondiale. Elles reprennent dès la libération de l'Italie.
En 1941, la Snam est créée. En 1945, Enrico Mattei est nommé commissaire liquidateur d'Agip.
Le réseau distribution Agip est créé tandis que l'activité de prospection se poursuit avec un succès plutôt mitigé. Mais, après la découverte du gisement de gaz naturel de Caviaga, dans la plaine du Po, le processus de liquidation est arrêté par Enrico Mattei lui-même.
Cane a sei zempe, un chien à six pattes crachant une flamme, est le logo et emblème d'Eni. Le slogan qui sert de signature à l'entreprise, est Cane a sei zampe, fedele amico d’ell’uomo a quattro ruote, ce qui veut dire « chien à six pattes, ami fidèle de l’homme à quatre roues ». Ce logo a été dessiné par Luigi Broggini en 1952, et est partagé avec Agip, filiale d'Eni.

### Années 1950-60, le boom économique italien

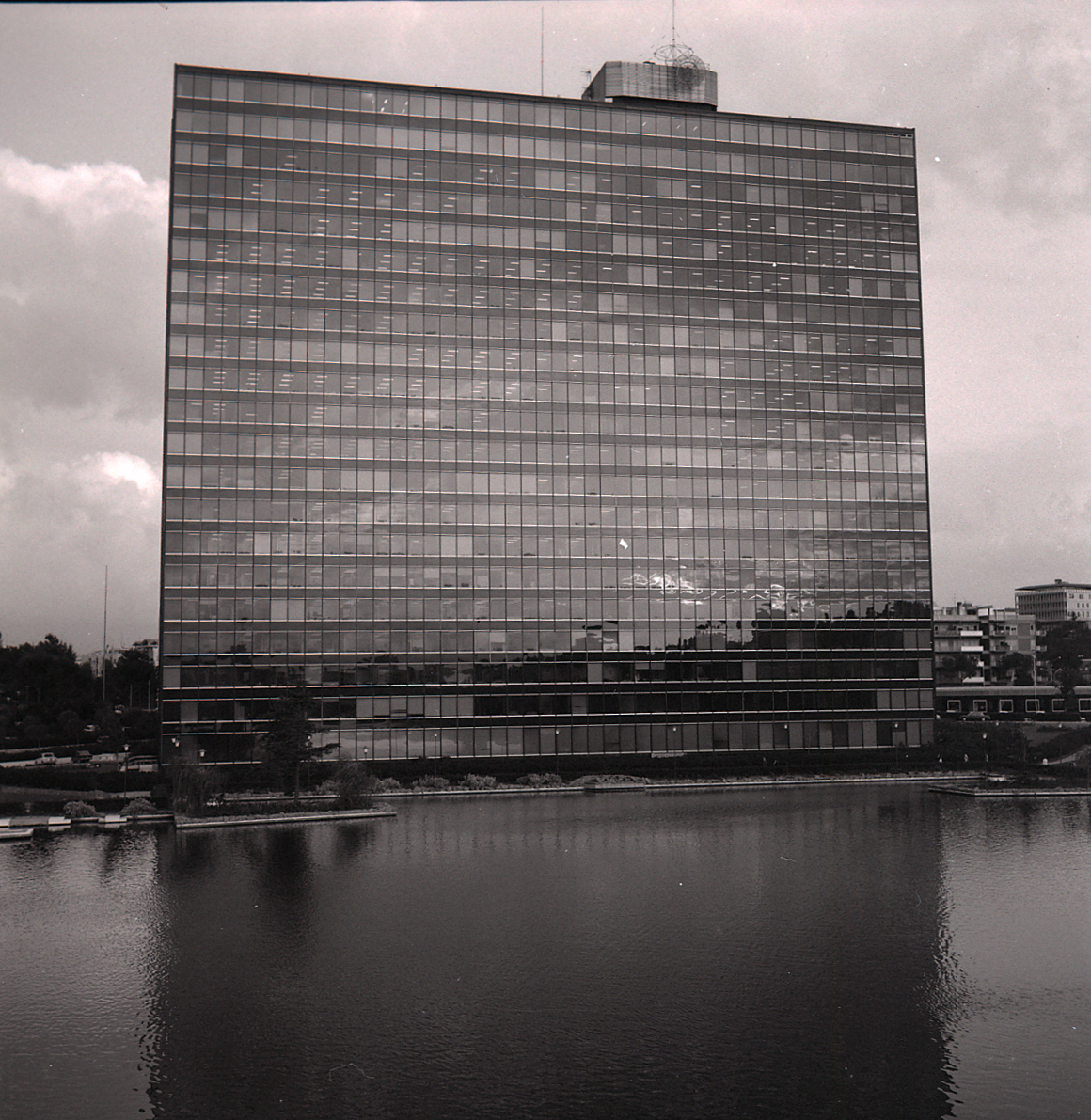
Palais de l'ENI, Rome, construit 1959-1962. Photo par Paolo Monti, 1967.

La loi 136 du 10 février 1953 décide de la création de ENI, Ente Nazionale Idrocarburi. Enrico Mattei en sera son premier président. L'organisme a pour objectif de fournir de l'énergie à l'Italie, en contribuant au développement industriel du pays. Mattei compromet le monopole des principales compagnies de production de pétrole, américaines notamment, en introduisant une nouvelle formule contractuelle avec les pays producteurs. Cette formule, adoptée pour la première fois en Égypte et en Iran, permet aux autorités de l’État local de partager les profits du développement de la production de gaz et de pétrole. C'est le fameux fifty-fifty.
D'importantes découvertes sont effectuées dans la mer Adriatique : près de Ravenne le premier gisement de gaz offshore européen et en Tunisie le gisement de El Borma, un des plus importants d'Afrique.
En 1954, la société Nuovo Pignone est acquise par ENI. En 1957, Saipem est créée. En 1958, le site pétrochimique de Ravenne est inauguré.
En 1962, le site pétrochimique de Gela en Sicile est inauguré. La même année, le groupe textile spécialiste de la laine Lanerossi est acquis et Enrico Mattei décède dans un accident d’avion.
En 1963, la raffinerie de Sannazzaro de' Burgondi est inaugurée dans la province de Pavie. En 1967, la société Italgas (en) est acquise et intégrée dans le groupe ENI. En 1968, Eni devient le premier actionnaire de Montedison.

### Années 1970-80
Les dirigeants d'ENI voient dans le gaz naturel la source d'énergie pour faire face à la crise provoquée par le premier choc pétrolier et signent des accords pour importer du gaz de l'Union soviétique et des Pays-Bas.
Le record mondial de profondeur de forage est battu par ENI avec la découverte du gisement de Malossa, près de Milan, avec 5 500 m. ENI installe, au large de la Sicile, la première plateforme contrôlée à distance, sur le gisement de Perla.
La Snam inaugure le gazoduc Transmed qui, avec plus de 2 500 km de longueur, relie Hassi R'Mel, dans le désert algérien, à la vallée du Pô. Le Transmed traverse le canal de Sicile où il est posé à plus de 650 m de profondeur.
Un nouveau record de forage offshore est battu au large d'Otranto, en Italie du sud, à plus de 5 800 m.
Avec le forage de Villafortuna (en), près de Novare, un nouveau record de 6 000 m de profondeur sur terre ferme est atteint.
En 1974, Agip rachète le réseau de distribution Royal Dutch Shell Italie, renommé IP, et Eni met en service des gazoducs provenant d'URSS et des Pays-Bas.
En 1977, ENI rachète EGAM.
En 1980, ENI cède sa participation dans Montedison et rachète les sociétés SIR et Liquichimica.
En 1982, Eni regroupe ses activités de son pôle chimie avec la création de la holding EniChimica, renommée ensuite EniChem.
En 1986, Eni cède Lanerossi et toutes ses activités dans le secteur textile.
En 1989, Eni signe un accord stratégique avec Montedison pour regrouper une partie des sociétés chimiques de chaque groupe avec la création d'Enimont.

### Années 1990
En 1991, Eni rompt ses relations avec Raul Gardini propriétaire de Montedison et intégration de tous les sites chimiques de Montedison.
En 1992, Eni, qui était jusqu'alors une société publique, est privatisée et devient une société anonyme Eni SpA, mais avec comme seul actionnaire le Trésor italien. La même année, Nuovo Pignone est scindée et un commissaire est nommé pour restructurer le groupe et procéder à des cessions dans les spécialités hors cœur de métier.
En 1995, le Trésor italien vend 15 % d'Eni SpA à travers son entrée à la Bourse de Milan. Entre 1995 et 1998, quatre offres publiques de vente (OPV) placent sur le marché environ 63 % du capital.
Agip accroît ses activités internationales par de nouvelles acquisitions en Algérie, Chine, Angola, en mer du Nord et en Égypte. La société signe des contrats importants avec le Kazakhstan, l’Azerbaïdjan, le Nigeria et l'Angola. Dans ces deux derniers pays, les accords concernent le développement d'activités en eaux profondes.
Agip met en production le puits Aquila dans les eaux profondes du canal d'Otrante.
En 1998, Eni incorpore Agip qui devient la Division Exploration & Production. La production atteint un million de barils équivalent pétrole (bep) par jour.

### XXIesiècle
En 2001, à la suite de la libéralisation du marché du gaz, le monopole d'Eni sur les importations et la distribution en Italie prend fin. En parallèle avec la création d'EniPower, Eni fait son entrée dans le secteur de l'énergie électrique.
En 2002, EniChem réorganisée et réduite aux seuls polymères devient Polimeri Europa, la holding pétrochimique du groupe.
Eni consolide sa position dans les activités de prospection et de production par l'acquisition des sociétés British Borneo et Lasmo. Achèvement de la réalisation du Blue Stream, un gazoduc de 1 250 km qui relie la Russie à la Turquie en traversant la mer Noire. La profondeur maximale atteint 2 150 m sur les fonds marins.
L'importante découverte du gisement géant Kashagan est le premier d'une série de succès dans la mer Caspienne.
Le processus d'intégration se poursuit : SNAM et AgipPetroli confluent dans Eni et deviennent respectivement la Division Gas & Power et la Division Refining & Marketing du groupe.
En 2012, Polimeri Europa devient Versalis.
Le projet Western Libya Gas, premier grand projet pour valoriser le gaz naturel produit en Libye avec exportation et commercialisation en Europe, est lancé. Le gaz est acheminé par le Greenstream, le plus long gazoduc sous-marin de la Méditerranée (520 km), qui atteint les 1 127 m de profondeur.
En 2016, Eni annonce son intention d'investir trois milliards d’euros dans l'énergie renouvelable sous trois ans, notamment au Pakistan, en Italie et en Égypte. Le groupe investissait déjà cinq cents millions d'euros dans l'énergie solaire.
En janvier 2017, Eni et Nigerian National Petroleum Corporation (NNPC) signe un accord afin de développer les activités pétrolières au Nigeria.
En mars 2018, Amnesty International presse le Nigeria d'ouvrir une enquête sur 89 déversements d'hydrocarbures qui ont eu lieu dans la région pétrolifère du Delta (sud-est), devenu « l'un des endroits les plus pollués de la planète », accusant Eni et Shell d’être à l'origine de ces pollutions et de les avoir dissimulées.
En juillet 2021, Eni annonce l'acquisition de Dhamma Energy, un groupe espagnol de production d'électricité par énergie renouvelable, lui permettant d'ajouter 120 MW d'énergie renouvelable en France et en Espagne. En parallèle, Eni a acquis les actifs regroupant 230 MW d'énergie renouvelable du fonds Azora Capital. En août 2021, Eni annonce l'acquisition de Be Power, spécialisée dans l'infrastructure électrique pour les véhicules électriques.
En mars 2022, Eni annonce la vente d'une participation de 49 % dans Enipower, le deuxième plus gros producteur d'électricité d'Italie, à un fonds d'investissement, pour 550 millions d'euros.
Le 21 avril 2022, la filiale d'Eni au Congo dévoile avoir signé un accord avec la République du Congo pour augmenter la production et l'exportation de gaz. Cet accord comprend le développement d'un projet de gaz naturel liquéfié (GNL) qui devrait démarrer en 2023 et produire plus de trois millions de tonnes par an.
Eni est l'actionnaire principal de la société américaine Commonwealth Fusion Systems (CFS). En collaboration avec le Massachusetts Institute of Technology (MIT), CFS tente de construire un réacteur à fusion utilisant un tokamak, une chambre toroïdale. Ce réacteur devrait être moins cher que ceux conçus dans d'autres projets internationaux, comme ITER. En septembre 2021, le CFS a mené un test utilisant des supraconducteurs à haute température, qui a montré qu'il était possible de créer une chambre de fusion qui imite le processus de fusion du deutérium et du tritium qui se produit à l'intérieur du soleil, afin de produire de l'énergie durable,.
Le 28 janvier 2023, ENI signe un accord historique avec la compagnie nationale de pétrole libyenne NOC pour l'exploitation de deux gisements gaziers au large des côtes de Libye.
En octobre 2023, des filiales de QatarEnergy et Eni ont signé un contrat à long terme portant sur un million de tonnes par an d’GNL provenant du projet d’expansion du champ North Field du Qatar pendant 27 ans.
En novembre 2023, Le Nigeria retire ses plaintes civiles devant la plus haute cour d'Italie contre Eni. Au cœur de cette affaire, un bloc pétrolier sur lequel opérait Eni et autour duquel des allégations de corruption pour un montant de plus de 1 milliard de dollars étaient portées.
En décembre 2023, Eni a signé un protocole d'accord avec le ministère de la Défense italien couvrant plusieurs domaines, notamment la protection des infrastructures énergétiques et la promotion des nouvelles technologies.

## Eni en France
Eni est présent en France depuis 1968, via les stations-services Agip.
En 2007, dans le cadre de la libéralisation du marché de l’énergie, Eni a pris part au capital d’Altergaz, une start-up commercialisant du gaz naturel.
Fin 2012, Altergaz disparaît au profit d’Eni Gas & Power France.
Eni est en 2020 le deuxième plus grand fournisseur alternatif d'électricité et de gaz en France. Il a d'ailleurs été le premier à mettre en avant des offres à prix fixes révisables à la baisse,
Eni accepte de payer 24,5 millions de dollars en avril 2020 à la Securities and Exchange Commission (SEC), le gendarme boursier américain, en échange de l'abandon des poursuites aux États-Unis pour avoir versé, via sa filiale d’ingénierie Saipem, environ 198 millions de dollars à des intermédiaires pour obtenir des contrats d’une valeur de 8 milliards de dollars avec l'entreprise algérienne Sonatrach. La justice italienne avait pourtant cette même année acquitté Eni et Saipem dans cette affaire.
Le 29 août 2023, Eni France, dont la direction a été convoquée par le ministère de la transition énergétique, s'engage à payer 50 millions d'euros à 100 000 de ses abonnés victimes de surfacturation de la part du groupe. Le remboursement sera d'environ 500 euros par personne concernée.

## Organisation
Eni est organisée en trois grandes divisions opérationnelles :
- Exploration & production : recherche et production d’hydrocarbures ;
- Gas & Power : gaz et électricité ;
- Refining & Marketing : raffinage et commercialisation de produits pétroliers.

Le groupe pétrolier italien Eni est tourné à la fois vers la production et la distribution d'hydrocarbures. Le filiales principales sont :
- Azule Energy Angola SpA (anciennement Eni Angola SpA), regroupe les activités angolaises en amont, GNL et solaire d'Eni et BP ;
- Enibioch4in, production de biométhane ;
- Eni Next LLC, Société de capital-risque d'entreprise du groupe Eni ;
- Eni Plénitude, 100 %, vente de gaz naturel et d'électricité aux particuliers et aux entreprises. Détient 100 % d'Eni Gas & Power France SA ;
- EniPower, production et vente d'électricité ;
- Eni Rewind, service dans le domaine de l'assainissement de l'environnement ;
- Enilive SpA (anciennement Eni Sustainable Mobility SpA), entreprise dédiée à la mobilité durable et à la fourniture de services et produits décarbonés ;
- Eniverse, Entreprise Corporate Venture Builder pour l'innovation technologique ;
- Export LNG Ltd, est propriétaire de l'usine flottante de liquéfaction Tango FLNG en République du Congo ;
- LNG Shipping SpA, transport maritime de gaz naturel liquéfié ;
- Saipem, construction off-shore et on-shore, pose de canalisations, forage Versalis, production et distribution de produits pétrochimiques ;
- Versalis, production et distribution de produits pétrochimiques.

## Actionnariat
- 2021 : État italien 30 %, marché 70 %.

Les principaux actionnaires sont :
Cassa Depositi e Prestiti S.p.A. 28,5 %, Ministero dell'Economia e delle Finanze 1,99 %.

## Présidents - commissaires
- Enrico Mattei (1953-1962)
- Marcello Boldrini (1962-1967)
- Eugenio Cefis (1967-1971)
- Raffaele Girotti (1971-1975)
- Pietro Sette (1975-1979)
- Giorgio Mazzanti (1979)
- Egidio Egidi (commissaire, 1979)
- Egidio Egidi (1980)
- Alberto Grandi (1980-1982)
- Enrico Gandolfi (commissaire, 1982)
- Umberto Colombo (1982-1983)
- Franco Reviglio (1983-1989)
- Gabriele Cagliari (1989-1993)
- Luigi Meanti (1993-1999)
- Gian Maria Gros-Pietro (1999-2002)
- Roberto Poli (2002-2011)
- Giuseppe Recchi (2011-2014)
- Emma Marcegaglia (2014-2020)
- Lucia Calvosa (2020-2023)
- Giuseppe Zafarana (depuis 2023)

## Controverses pour démarchage abusif
En 2017 et 2018, Eni est arrivé en tête des fournisseurs d’énergie dénoncés pour leurs pratiques commerciales douteuses en France. Depuis 2015, Eni cumule plus de deux-cents litiges par an auprès du médiateur de l’énergie,.
En mai 2019, le rapport du médiateur de l'énergie pointe une nouvelle fois les mauvaises pratiques d'Eni. C'est l'entreprise qui compte le plus grand nombre de litiges. Jean Gaubert, médiateur de l'énergie, constate : « Chez ENI, dès qu'il y a un grain de sable, on ne sait pas l'enlever, on ne sait pas le régler. Cela fait plusieurs années que ça dure, je suis médiateur depuis cinq ans et demi, j'ai toujours connu des problèmes avec ENI ». En 2018, 28 % des litiges liés au démarchage concernent Eni.
À la fin du mois de juin 2019, les locaux d'Eni en France ont été perquisitionnés par la direction générale de la Concurrence, de la Consommation et de la Répression des fraudes dans le cadre d'une enquête nationale pour démarchage abusif.
En février 2020, Eni est condamné à payer une amende de 315 000 euros pour 21 cas de « non respect du droit de rétractation des consommateurs » entre 2017 et 2019.
En juin 2020, le rapport annuel du médiateur de l'énergie souligne qu'ENI est « le plus mauvais fournisseur de l’année » 2019. Parmi les 1 883 litiges reçus en 2019 par le médiateur national de l’énergie relatifs à des démarchages abusifs, 33 % concernent Eni.
En mai 2021, le nombre de litiges recevables a diminué de 5 %.
En juin 2022, les litiges concernant le démarchage abusif ont fortement diminué, passant de 33 % en 2020 à 20 % en 2021. Le MNE reconnaît d’ailleurs les efforts menés par Eni : « Le fournisseur Eni, qui s’était vu attribuer un carton rouge en 2019, a pris des mesures qui se sont traduites en 2021 par une nette amélioration de la situation, même si son taux de litiges reste encore trop élevé. »

## Mécénat culturel
De 2008 à 2015, Eni a été mécène exceptionnel du musée du Louvre. Le groupe s'est ainsi associé à des expositions telles que Mantegna en 2008, Rivalités à Venise en 2009, L'Antiquité Rêvée en 2010, Raphaël : les dernières années en 2012 ou encore Poussin et Dieu en 2015.